# Gallicolombe à poitrine d'or
Gallicolumba rufigula
Espèce
Statut de conservation UICN

 LC  : Préoccupation mineure
La Gallicolombe à poitrine d'or (Gallicolumba rufigula) est une espèce d'oiseaux de la famille des colombidés.

## Répartition
Elle est endémique à la Nouvelle-Guinée